# The Exciting Lloyd Price
| Recensione | Giudizio |
| ---------- | -------- |
| AllMusic   |          |

The Exciting Lloyd Price è il primo album del cantante di Rhythm and Blues statunitense Lloyd Price, pubblicato dalla casa discografica ABC-Paramount Records nel febbraio del 1959.

## Tracce

### LP
Lato A
1. Stagger Lee – 2:20 (Archibald, Lloyd Price, Harold Logan) – Registrato l'11 settembre 1958 al Bell Sound Studio di New York
2. I Wish Your Picture Was You – 2:04 (Lloyd Price, Joe E. Brown) – Registrato il 13 gennaio 1959 al Bell Sound Studio di New York
3. Talking About Love – 2:06 (Lloyd Price, Harold Logan) – Registrato il 13 gennaio 1959 al Bell Sound Studio di New York
4. What Do You Do to My Heart? – 2:37 (Lloyd Price, Harold Logan) – Registrato il 13 gennaio 1959 al Bell Sound Studio di New York
5. You Need Love – 2:48 (Lloyd Price, Harold Logan) – Registrato l'11 settembre 1958 al Bell Sound Studio di New York
6. Mailman Blues – 2:10 (Lloyd Price) – Registrato il 12 gennaio 1959 al Bell Sound Studio di New York

Lato B
1. Where Were You (On Our Wedding Day)? – 2:37 (Harold Logan, Lloyd Price, John Patton) – Registrato il 4 dicembre 1958 al Bell Sound Studio di New York
2. Why – 2:00 (Lloyd Price) – Registrato il 12 gennaio 1959 al Bell Sound Studio di New York
3. Lawdy Miss Clawdy – 2:35 (Lloyd Price) – Registrato il 4 dicembre 1958 al Bell Sound Studio di New York
4. Oh, Oh, Oh – 2:05 (Lloyd Price) – Registrato il 13 gennaio 1959 al Bell Sound Studio di New York
5. A Foggy Day – 2:54 (testo: Ira Gershwin – musica: George Gershwin) – Registrato il 12 gennaio 1959 al Bell Sound Studio di New York
6. Just Because – 2:42 (Lloyd Price) – Registrato il 12 gennaio 1959 al Bell Sound Studio di New York

## Musicisti
Stagger Lee / You Need Love
- Lloyd Price – voce
- John Patton – piano
- Ted Curson – tromba
- Charles McClendon – sassofono tenore
- Eddie Saunders – sassofono tenore
- Sconosciuto – sassofono baritono
- Clarence Johnson – contrabbasso
- Stick Simpkins – batteria
- The Ray Charles Singers – cori

Where Were You (On Our Wedding Day)? / Lawdy Miss Clawdy
- Lloyd Price – voce
- John Patton – piano
- Ted Curson – tromba
- Sconosciuto – sassofono baritono
- Clarence Johnson – contrabbasso
- Stick Simpkins – batteria
- The Ray Charles Singers – cori

I Wish Your Picture Was You / Talking About Love / What Do You Do to My Heart? / Oh, Oh, Oh
- Lloyd Price – voce
- Altri musicisti non accreditati

Mailman Blues / Why / A Foggy Day / Just Because
- Lloyd Price – voce
- Altri musicisti non accreditati[2]

Note aggiuntive
- Don Costa – produttore
- Allen Vogel – foto copertina album originale
- Matthew Schutz – design copertina album originale
- Nat Hale – note retrocopertina album originale[3]

## Classifica
Singoli
| Anno | Titolo del brano                     | Classifica             | Posizione raggiunta |
| ---- | ------------------------------------ | ---------------------- | ------------------- |
| 1959 | Stagger Lee                          | Billboard Hot 100      | 1                   |
| 1959 | Where Were You (On Our Wedding Day)? | Billboard Hot 100      | 23                  |
| 1959 | Stagger Lee                          | Hot R&B/Hip-Hop Songs  | 1                   |
| 1959 | Where Were You (On Our Wedding Day)? | Hot R&B/Hip-Hop Songs  | 4                   |
| 1959 | Stagger Lee                          | Official Singles Chart | 7                   |
| 1959 | Where Were You (On Our Wedding Day)? | Official Singles Chart | 15                  |